# I 7 diavoli del Tai-kik
I 7 diavoli del Tai-kik  è un film del 1971 di genere wuxia diretto da Chin Sheng-En.